# Queen Henrietta's Men
Queen Henrietta's Men was een Engels theatergezelschap ten tijde van Karel I. De groep ontstond in 1625 en stond onder het patronaat van Henriëtta Maria van Frankrijk, de echtgenote van Karel I (1625 - 1649). De groep werkte voor de theaterondernemer en impresario Christopher Beeston.
Het gezelschap ontstond nadat de theaters in Londen acht maanden lang gesloten waren geweest vanwege een uitbraak van de pest. De acteurs waren afkomstig uit verschillende groepen die destijds actief waren, zoals Queen Anne's Men, de King's Men (de voortzetting van de eerdere Lord Chamberlain's Men) en Lady Elizabeth's Men. De groep genoot grote populariteit en speelde stukken van onder anderen Christopher Marlowe, Ben Jonson, Philip Massinger en Thomas Heywood. Tussen 1625 en 1636 speelden zij in Beestons theater The Cockpit, dat later bekendstond als The Phoenix. Na onenigheid met Beeston in 1636 verhuisden zij naar het 
Salisbury Court Theatre. In 1636 en 1637 was er opnieuw een lange periode van inactiviteit vanwege een uitbraak van de pest en viel het gezelschap enige tijd uiteen. 
In 1642 werden op last van het parlement alle theaters gesloten. De gezelschappen hielden voor een groot deel op te bestaan. Na de heropening van de theaters onder Karel II in 1660 speelden enkele acteurs in de toen ontstane groep de King's Company.